# England Air Force Base

i7
i11
i13
Die England Air Force Base ist ein ehemaliger Stützpunkt der US Air Force im US-Bundesstaat Louisiana. Die Basis liegt 7 Kilometer nordwestlich von Alexandria in New Orleans. Zunächst wurde sie als Alexandria Army Base bezeichnet, aber am 23. Juni 1955 wurde sie nach Oberstleutnant John Brook England (1923–1954) benannt.
Die Basis wurde am 21. Oktober 1942 gegründet und während des Zweiten Weltkrieges wurde sie zur Ausbildung der Piloten an der Boeing B-17 verwendet. Sie wurde am 23. September 1946 stillgelegt, obgleich ein kleiner Kader der Armee sowie Luftstreitkräfte auf dem Alexandria Municipal Airport noch bis in die späten 1940er Jahre fortbeschäftigt war.
Am 10. Oktober 1950 wurde der Stützpunkt im Zusammenhang mit dem Koreakrieg durch die US Air Force reaktiviert. Die Basis wurde 1992 dann erneut stillgelegt und heißt zurzeit Alexandria International Airport. Der zivile Flugbetrieb wurde im August 1993 aufgenommen.